# Cerkiew św. Michała Archanioła w Trjawnie
Cerkiew św. Michała Archanioła – prawosławna cerkiew w Trjawnie, w metropolii wielkotyrnowskiej Bułgarskiego Kościoła Prawosławnego. Wzniesiona na początku XIX w.

## Historia
Cerkiew pod wezwaniem św. Michała Archanioła z pewnością istniała w Trjawnie w XVIII w. W 1798 r. została spalona podczas napaści kyrdżałów na miasto, jednak nie uległa całkowitemu zniszczeniu, gdyż była to budowla murowana; mieszkańcy Trjawny zdołali ją odremontować, w budynku ponownie zaczęto odprawiać nabożeństwa. W 1819 r. na miejscu starszej cerkwi wzniesiono nową. Jest to trójnawowa bazylika z absydą i przedsionkiem. Bogato rzeźbiony ikonostas w cerkwi wykonał w 1821 r. miejscowy artysta Papa Witan młodszy. Twórcy z tej samej rodziny, pierwsi przedstawiciele szkoły triawneńskiej są również autorami malowideł w świątyni. Na początku 1853 r. do budynku świątyni dostawiono dzwonnicę, na której w 1862 r. zawieszono mały dzwon – do tej pory wykorzystywano semantron.